# Landolphia jumellei
Landolphia jumellei là một loài thực vật có hoa trong họ La bố ma. Loài này được (Pierre ex Jum.) Pichon mô tả khoa học đầu tiên năm 1953.